# Benkei

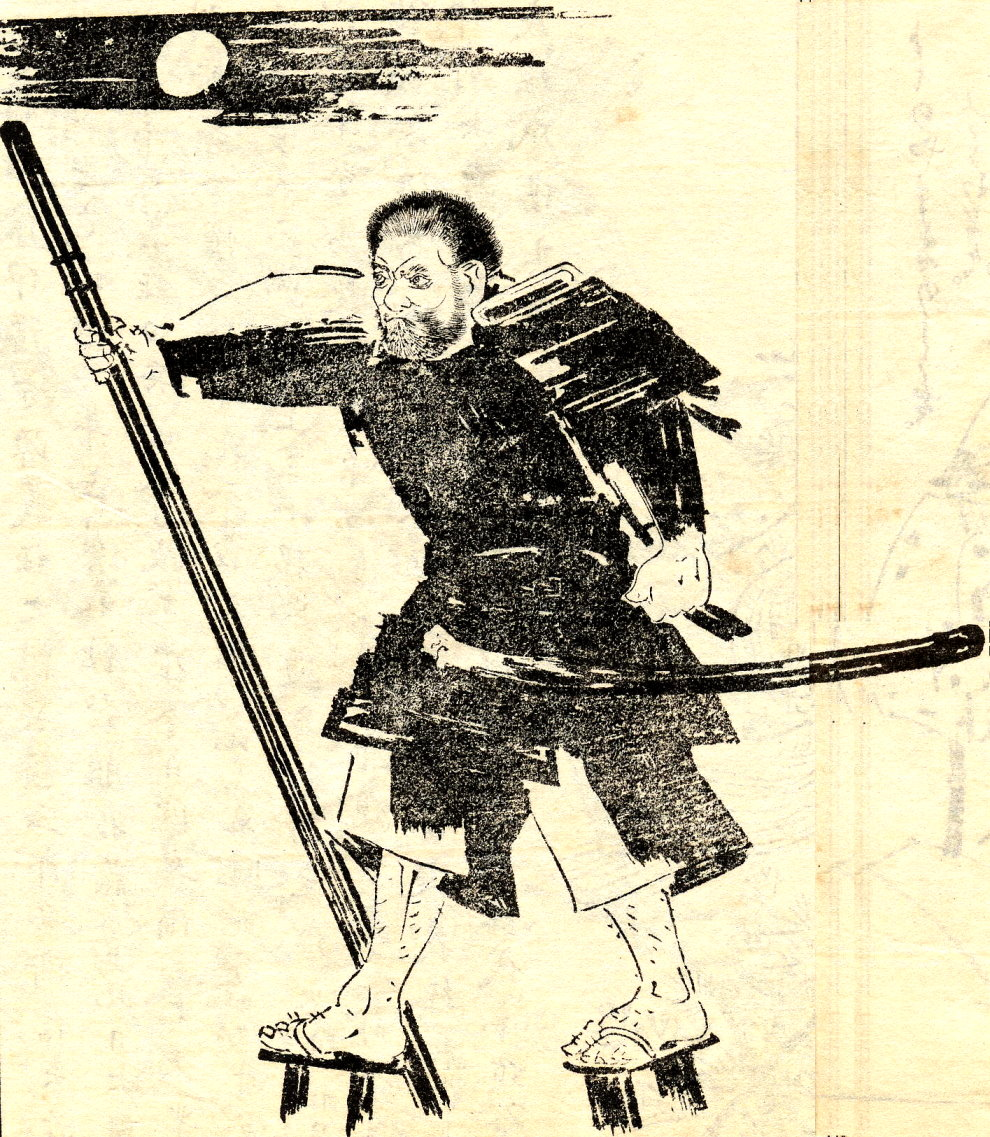
Benkei av Kikuchi-Yosai

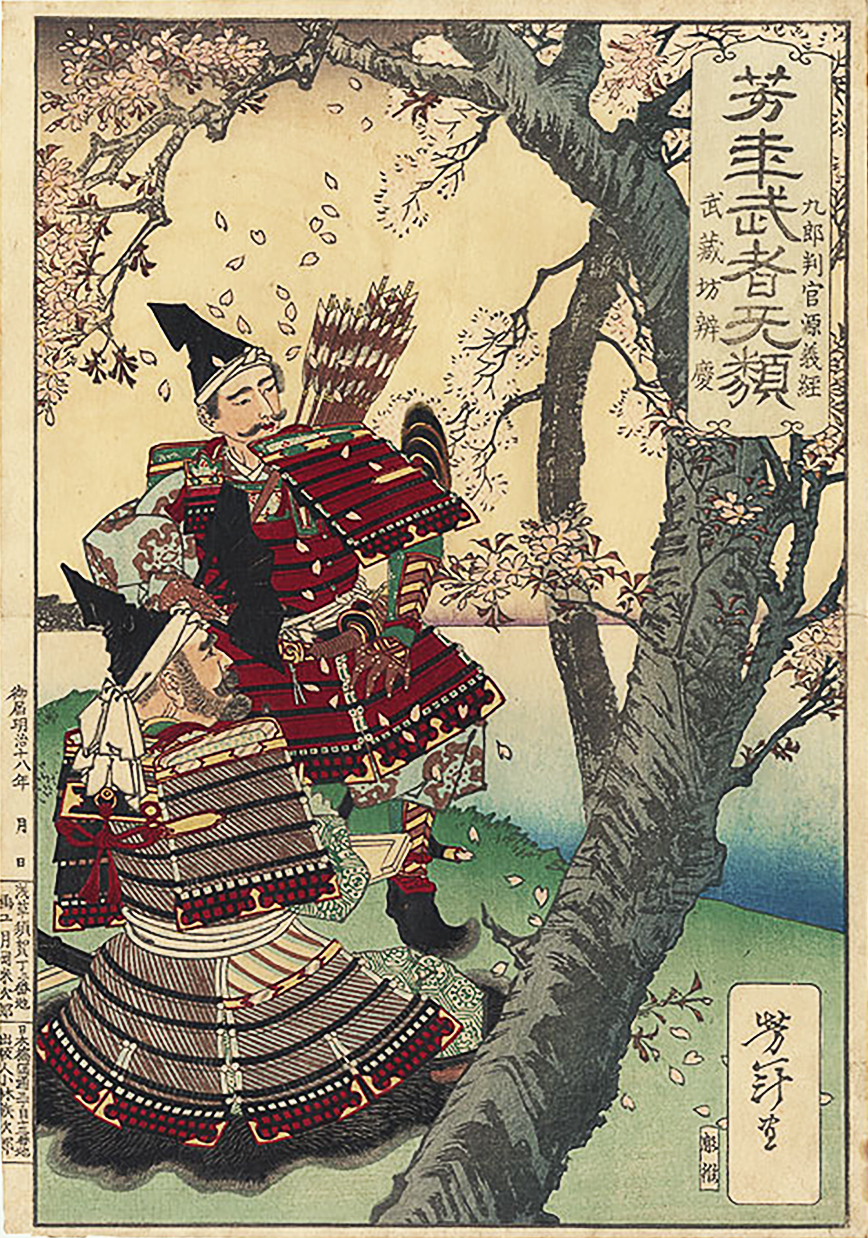
Benkei med Yoshitsune

Saito Musashibo Benkei (japanska: 西塔武蔵坊弁慶), vanligtvis kallad Benkei (弁慶), född 1155, död 1189, var en sōhei (buddhistisk krigarmunk) som tjänade den japanske krigsherren Minamoto no Yoshitsune. Han beskrivs ofta som en man med stor styrka och lojalitet och är ett av favoritämnena i japansk folklore. Hans liv har förskönats och förvrängts av kabuki- och noteater, så den sanningen kan inte skiljas från legenden.
Historier om hans födelse varierar avsevärt. En historia berättar att hans far, som var chef över ett tempel, hade våldtagit Benkeis mor, en smeds dotter. I en annan är han avkomma till en tempelgud. Han framställs i många historier ha utmärkande drag som tillhör demoner; som ett monsterbarn med vilt hår och långa tänder. I hans ungdom kan han ha kallats Oniwaka (鬼若) - "demon-/jättebarn".
Han gick i kloster som ung och gjorde långa resor mellan Japans kloster. Under denna period var Japans buddhistiska kloster viktiga centrum för administration och kultur, men militära styrkor. Såsom många andra munkar var Benkei tränad att bruka naginata. Det sägs att han var över två meter lång när han var sjutton år. Då lämnade han de buddhistiska klostren och gick med i yamabushi, en sekt med bergsmunkar som kändes igen på deras svarta hattar. I Japan avbildas ofta Benkei bärandes denna hatt.
Benkei sägs ha fattat posto på Gojo Bridge i Kyoto, där han berövade varje passerande person som bar svärd detta vapen. Enligt sägen mötte Benkei en dag en spåman som sa 'Om du fortsätter så här kommer du förlora när du möter dina hundrade motståndare!' men Benkei trodde inte på detta utan fortsatte att duellera. När han en dag mötte sin hundrade motståndare visade sig att denne var överlägsen honom; men trots att han förlorat blev Benkei skonad. Den som besegrat honom var spåmannen i förklädnad. Därefter var Benkei inte längre lika skrytsam om sina vinster och lät de som ville passera göra det. 
Slutligen samlade Benkei ihop 999 svärd, men förlorade sin tusende duell, mot Minamoto no Yoshitsune som var krigsherren Minamoto no Yoshitomos son. Hädanefter var han Yoshitsunes trotjänare och stred med honom i Gempei-kriget mot Tairaklanen. Yoshitsune är den som har fått mest ära för Minamotoklanens framgång mot Taira, särskilt för det avgörande sjöslaget vid Dannoura. Efter deras slutgiltiga triumf vände sig dock Yoshitsunes äldre broder Minamoto no Yoritomo mot honom.
Under den två år långa svåra prövningen som följde gjorde Benkei sällskap med Yoshitsune som var fredlös. Slutligen omringade de Koromogawa no tates slott. Medan Yoshitsune var inne i det inre tornet av slottet för att begå harakiri (rituellt självmord) stred Benkei på bron framför huvudgatan för att skydda Yoshitsune. Det sägs att soldaterna var rädda för att korsa bron och konfrontera honom och att alla som gjorde det snabbt dödades av den storväxte mannen. Striden varade länge, ända tills soldaterna märkte att den pilskjutna, såröversållade Benkei stod helt still. Efter att de vågat korsa bron granskade de honom närmare, varvid den enorma mannen föll till marken. Han var död, och hade så varit en tid; detta är känt som Benkei no Tachi Ōjō (弁慶の立往生) - ungefär: Benkeis stående död.
Det är Benkeis lojalitet och heder som gör honom så omtyckt i japansk folklore. Ett kabukiskådespel placerar Benkei i ett moraliskt dilemma, fångad mellan att ljuga och skydda sin herre genom att korsa en bro. Det kritiska ögonblicket i dramat är då munken förstår sin situation och svär att göra vad han måste. I ett annat skådespel dräper Benkei till och med sitt eget barn för att rädda en herres dotter. I kabukiskådespelet Kanjinchō, filmatiserad av Akira Kurosawa som Männen som trampade på tigerns svans (Tora no o wo fumu otokotachi), måste Benkei slå sin till bärare förklädde mästare för att inte avslöja dennes förklädnad.